# Adrijana Krasniqi
Adrijana Krasniqi (ur. 4 listopada 1997) – szwedzka piosenkarka, autorka tekstów i raperka o albańsko-macedońskich korzeniach.

## Życiorys

### Kariera
W 2015 wydała swój pierwszy oficjalny singiel zatytułowany „Mammas Opel”. W 2016 roku zaczęła pracę z wytwórnią muzyczną Universal Music Sweden. W tym samym roku występowała na hip-hopowej arenie Debaser w Sztokholmie.
W 2017 wystartowała z piosenką „Amare” (napisaną z Martinem Tjärnbergiem) w Melodifestivalen 2017, szwedzkich eliminacjach do 62. Konkursu Piosenki Eurowizji 2017 z piosenką „Amare” napisaną wspólnie. 4 lutego wystąpiła w pierwszym półfinale selekcji i zajęła w nim szóste miejsce, przez co nie przeszła do kolejnej rundy. 10 lutego singiel „Amare” zadebiutował w na 62. miejscu szwedzkiej listy przebojów.

## Dyskografia

### Single
| Tytuł                             | Rok  | Najwyższe miejsce na liście przebojów | Album |
| Tytuł                             | Rok  | SWE                                   | Album |
| --------------------------------- | ---- | ------------------------------------- | ----- |
| „Mammas Opel”                     | 2015 | –                                     | –     |
| „Boi”                             | 2016 | –                                     | –     |
| „Det vi har” (gościnnie z Jireel) | 2016 | –                                     | –     |
| „Kan nt med mig”                  | 2016 | –                                     | –     |
| „Nån som mig”                     | 2017 | –                                     | –     |
| „Amare”                           | 2017 | 52                                    | –     |